# Parque nacional Arroyo María
El Parque Nacional Arroyo María (Maria Creek National Park) es un parque nacional en Queensland (Australia), ubicado a 1.292 km al noroeste de Brisbane.

## Datos
- Área: 7,49 km²
- Coordenadas: 17°46′50″S 146°04′07″E / -17.78056, 146.06861
- Fecha de Creación: 1972
- Administración: Servicio para la Vida Salvaje de Queensland
- Categoría IUCN: II